# Back to the Future (thương hiệu)
Back to the Future là một chuỗi phim hài phiêu lưu khoa học viễn tưởng của Mỹ được Robert Zemeckis viết và đạo diễn, được Bob Gale và Neil Canton sản xuất cho Amblin Entertainment của Steven Spielberg, và được Universal Pictures phân phối. Thương hiệu này kể về cuộc phiêu lưu của một học sinh trung học, Marty McFly (Michael J. Fox thủ vai), và một nhà khoa học lập dị, Tiến sĩ Emmett L. Brown (Christopher Lloyd thủ vai), khi họ sử dụng cỗ máy thời gian DeLorean để du hành thời gian đến các thời kỳ khác nhau trong lịch sử của Hill Valley, California.
Bộ phim đầu tiên là bộ phim có doanh thu cao nhất năm 1985 và trở thành một hiện tượng quốc tế, dẫn đến các bộ phim thứ hai và thứ ba, là các sản phẩm phim quay lại liền nhau, được phát hành lần lượt vào năm 1989 và 1990. Mặc dù các phần tiếp theo không có doanh thu phòng vé cao như bộ phim đầu tiên, bộ ba phim này vẫn vô cùng nổi tiếng và đã mang lại những tác phẩm phụ như một phim truyền hình hoạt hình và một trò chơi mô phỏng chuyển động tại Công viên giải trí Universal Studios ở Thành phố Universal, California; Orlando, Florida; và Osaka, Nhật Bản (tất cả đã đóng cửa), cũng như một trò chơi video và một vở nhạc kịch. Hiệu ứng hình ảnh của bộ phim được Industrial Light and Magic thực hiện. Bộ ba đã được đề cử tổng cộng năm giải Oscar, giành được một giải (biên tập âm thanh hay nhất).